# Hermann Lebermann
Hermann Lebermann, auch Levermann (* 3. Januar 1645 in Lübeck; † 26. Juni 1705 ebenda) war ein deutscher lutherischer Geistlicher, Pastor am Dom zu Lübeck und Mitglied im Pegnesischen Blumenorden.

## Leben
Lebermann war Sohn des Bierkärrners und Viehhändlers Hinrich Lebermann († 1659) und seiner Frau Catharina († 1667). Er besuchte das Katharineum zu Lübeck und studierte von 1664 bis 1667 Evangelische Theologie in Helmstedt und Rostock. Anschließend war er lange als Hauslehrer tätig, zunächst in der Familie von Bartold Barkentin bei Dassow, dann in der Familie des Lübecker Kaufmanns Franz Jeencke. 1679 wurde er zum Prediger am Lübecker Dom berufen und rückte 1704 zum Hauptpastor auf. Am 18. Juni 1705 erlitt er einen Schlaganfall, an dessen Folgen er am 26. Juni verstarb. Sein Nachfolger wurde Christoph Wendt.
1675 wurde er auf Empfehlung von Matthias Pellicer in den Blumenorden aufgenommen. Er erhielt den Namen Corymbo und als Sinnbild Efeu – um den Lebensbaum geschlungen.
Lebermann veröffentlichte vor allem zahlreiche Personalschriften; er gilt als der ungenannte Autor der durch Johann Gerhard Krüger 1697 publizierten Stadtbeschreibung Lübecks Die beglückte und geschmückte Stadt Lübeck., einer wichtigen Quelle u. a. für die Geschichte der Lübecker Abendmusiken.
Er war seit 1680 verheiratet mit Elisabeth Froböse, einer Tochter des Lübecker Brauers Peter Froböse. Sein gleichnamiger Sohn (* 1682) wurde 1705 an der Universität Rostock immatrikuliert.
Im Dom erinnerte ein ganzfiguriges Gedächtnisbild an der Westseite des dritten nördlichen Pfeilers gegenüber der Kanzel an ihn.

## Schriften
- Vortrefflichste Weißheit/ Welche Im Leben verlanget/ Im Tode erlanget Der … Herr Christian Cassius, Der Käyserl. Maj. Pfaltz-Graff/ des Heil. Röm. Reichs Exemptus, Dero Hochfürstl. Durchl. des … Bischoffs zu Lübeck geheimter Kammer-Raht und Kantzeley-Director, auch des Stiffts Euthin Decanus &c.: Welcher am 8. Tage des Heu-Mohnts im 1609. Jahr … gebohren … am 6. Tag des Wein-Monahts dieses 1676. Jahrs aus der … Welt … geschieden. Schmalhertz, Lübeck 1676
- Die beglückte und geschmückte Stadt Lübeck. Johann Gerhard Krüger, Lübeck 1697; archive.org.